# Tassia (Dargol)
Tassia ist ein Weiler in der Landgemeinde Dargol in Niger.

## Geographie
Der Weiler befindet sich rund 19 Kilometer südwestlich des Hauptorts Dargol der gleichnamigen Landgemeinde, die zum Departement Gothèye in der Region Tillabéri gehört. Zu den Siedlungen in der näheren Umgebung von Tassia zählen Boura im Nordwesten, Bandio im Norden, Garbougna im Nordosten, Gabikane im Südosten und Doulgou im Südwesten.
Tassia ist Teil der Übergangszone zwischen Sahel und Sudan. Die durchschnittliche jährliche Niederschlagsmenge beträgt hier zwischen 400 und 500 mm.

## Geschichte
Tassia kam 2022 in den Fokus terroristischer Gruppen, die in der Grenzregion zu Burkina Faso und Mali aktiv waren. Der Ortsvorsteher von Tassia wurde am 15. März 2022 ermordet. Am 8. Juli 2022 kam es zu einem bewaffneten Angriff auf die Siedlungen Tassia, Kanaré und Tinga, woraufhin aus diesen viele Haushalte in das größere Dorf Bandio flohen. Auf dem dortigen Markt wurde am 17. September 2022 der kleine Bruder des Ortsvorstehers von Tassia ermordet. In der darauffolgenden Nacht verlangten die Terroristen von den Vertriebenen, Bandio sofort zu verlassen, woraufhin 227 aus Tassia, Kanaré und Tinga stammende Haushalte weiter in den Departementshauptort Gothèye flüchteten.
Eine bewaffnete Gruppe griff am 25. Juni 2024 in Tassia eine Einheit der Streitkräfte Nigers an, tötete 21 Menschen, darunter einen Zivilisten, und verletzte neun weitere Menschen. Im Zuge der Kampfhandlungen wurden auch mehrere Dutzend der Angreifer getötet. Am Folgetag wurde eine dreitägige Staatstrauer angeordnet. Die Streitkräfte gaben am 3. Juli 2024 bekannt, Mittäter im Sektor von Kokoloko aufgespürt und bei Gegenschlägen mehr als 100 Terroristen getötet zu haben.

## Bevölkerung
Bei der Volkszählung 2012 hatte Tassia 1032 Einwohner, die in 100 Haushalten lebten. Bei der Volkszählung 2001 betrug die Einwohnerzahl 786 in 96 Haushalten.

## Wirtschaft und Infrastruktur
Es gibt eine Schule in der Siedlung.